# 作動流体
作動流体（さどうりゅうたい）とは、熱機関において熱源が外部から仕事をされて他の熱源に熱を移動させたり、何らかの機関が熱源から熱を受け取り外部に仕事をしたりするのに必要なサイクルを行うための流体。作業物質または動作流体とも呼ばれる。作動流体は熱機関が作動するのに必要なエネルギーの変換を行うため、流体の分析は熱機関を開発するうえで重要である。作動流体には液体も気体もあり、その種類は様々である。例えば、水・油・空気・蒸気などが使われる。熱力学においては理想気体を作動流体とする場合もある。